# Station d'étalons de Shadai
La Station d'étalons de Shadai (社台スタリオンステーション, Shadai Sutarion Sutēshon) est un centre d'élevage de Pur-sangs situé à Abira, sur l'île d'Hokkaidō au Japon. Il s'agit du plus grand élevage de chevaux de cette race au Japon.

## Histoire
Zenya Yoshida crée la Shadai Corporation à la fin des années 60, puis la station d'étalons a démarré au tournant des années 1980, quand Zenya Yoshida a confié son élevage à ses trois enfants, Katsumi, Haruya et Teruya Yoshida. Ce dernier gère Shadai Farm tandis que Katsumi Yoshida a créé en 1991 Northern Farm, l'autre entité de Shadai group, soit « groupe Shadai » en français,. En 2006, la famille Yoshida est propriétaire de 3 000 chevaux à travers le monde. L'élevage héberge de nombreux étalons originaires du Japon et d'autres pays actifs dans le sport hippique. Le terrain héberge également un musée des courses de chevaux, un parc touristique appelé le Northern Horse Park, et la Ferme du Nord Kuko, un grand centre d'entraînement et de conditionnement pour les chevaux de course.
Shadai est désormais considéré comme le plus grand élevage de Pur-sangs du Japon. Sa stratégie s'appuie sur la commercialisation fructueuse de poulains issus de reproducteurs très demandés.

## Étalons
Le meilleur étalon de Shadai se nomme Sunday Silence, le plus grand étalon de l'histoire de l'élevage japonais, inamovible tête de liste des étalons au Japon de 1995 à 2007, dont les saillies étaient facturées à environ 250 000 € chacune, et dont la progéniture a glané pas moins de 700 millions de dollars en courses. Avant lui, Northern Taste avait accumulé les titres dans les années 1980 et après lui, son fils, le crack Deep Impact, a brillamment pris la relève, étant sacré tête de liste des étalons de 2012 à 2022. D'ailleurs, aucun titre de tête de liste n'a échappé à Shadai depuis 1985.
La plus chère acquisition du groupe Shadai a été War Emblem, acheté pour 17 millions de dollars en 2002 afin de remplacer Sunday Silence qui est mort subitement cette même année d'une crise cardiaque. War Emblem s'est avéré un assez piètre reproducteur, donnant seulement 106 poulains enregistrés entre 2004 et 2011. Il n'a pas donné de poulains après 2012, et a été réformé, retournant aux États-Unis à l'automne 2015 chez Old Friends Equine. Shadai a également accueilli plusieurs vainqueurs du Prix de l'Arc de Triomphe : l'influent Italien Tony Bin (tête de liste des étalons en 1994), Carroll House, Carnegie, Helissio ou Workforce.

### Liste d'étalons actuels et passés
- Agnes Tachyon - Tête de liste des étalons (2008)
- Bricks and Mortar - Cheval de l'année aux États-Unis (2019)
- Carnegie - Prix de l'Arc de Triomphe
- Carroll House - Prix de l'Arc de Triomphe
- Contrail - Triple Couronne Japonaise, Japan Cup
- Dr Devious - Derby d'Epsom
- Dream Well - Cheval de l'année en Europe (1998)
- Deep Impact - Cheval de l'année au Japon (2005, 2006), Hall of Fame des courses japonaises, tête de liste des étalons (2012-2022)
- El Condor Pasa - Cheval de l'année au Japon (1999)
- Equinox - Cheval de l'année au Japon (2022, 2023)
- Falbrav - Cheval d'âge de l'année en Europe (2003)
- Harbinger - King George & Queen Elizabeth St.
- Heart's Cry - Arima Kinen, Dubaï Sheema Classic.
- Helissio - Prix de l'Arc de Triomphe
- King Kamehameha - Tête de liste des étalons (2010-2011)
- Kitasan Black - Cheval de l'année au Japon (2016, 2017), Hall of Fame des courses japonaises
- Lord Kanaloa - Cheval de l'année au Japon (2013), Hall of Fame des courses japonaises
- Manhattan Cafe - Tête de liste des étalons (2009)
- Mr. C.B. - Triple Couronne Japonaise, cheval de l'année au Japon (1983)
- Maurice - Cheval de l'année au Japon (2015)
- Mejiro McQueen - Hall of Fame des courses japonaises
- Northern Taste - Tête de liste des étalons (1982, 1983, 1985-1992)
- Orfevre - Cheval de l'année au Japon (2011), Hall of Fame des courses japonaises
- Real Shadai - Tête de liste des étalons (1993)

- Sunday Silence - Tête de liste des étalons (1995-2007)
- Symboli Kris S - Cheval de l'année au Japon (2002, 2003)
- Tony Bin - Prix de l'Arc de Triomphe, tête de liste des étalons (1994)
- Workforce - Prix de l'Arc de Triomphe
- Zenno Rob Roy - Cheval de l'année au Japon (2004)

## Galerie
Quelques étalons fameux de Shadai Farm

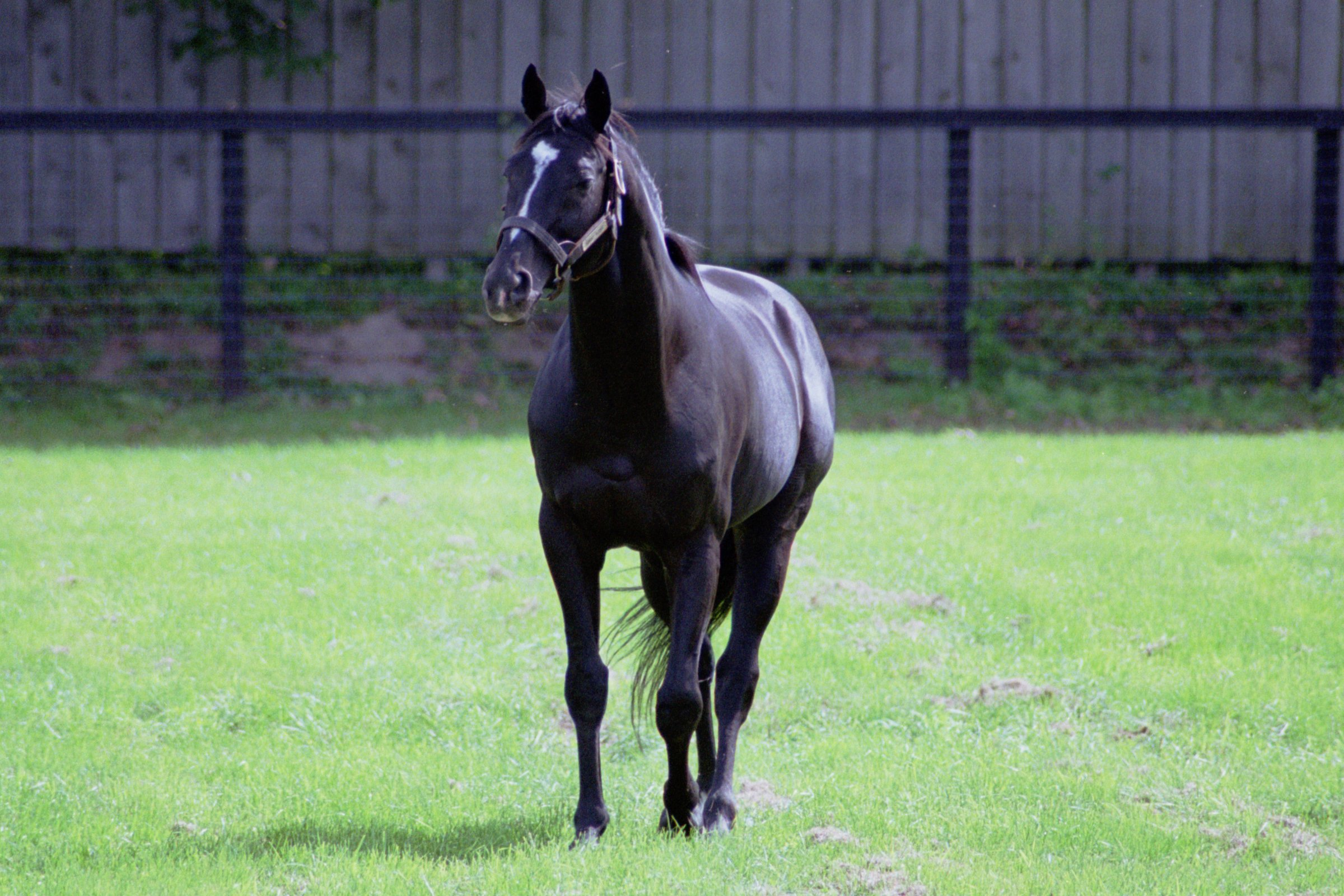
Sunday Silence
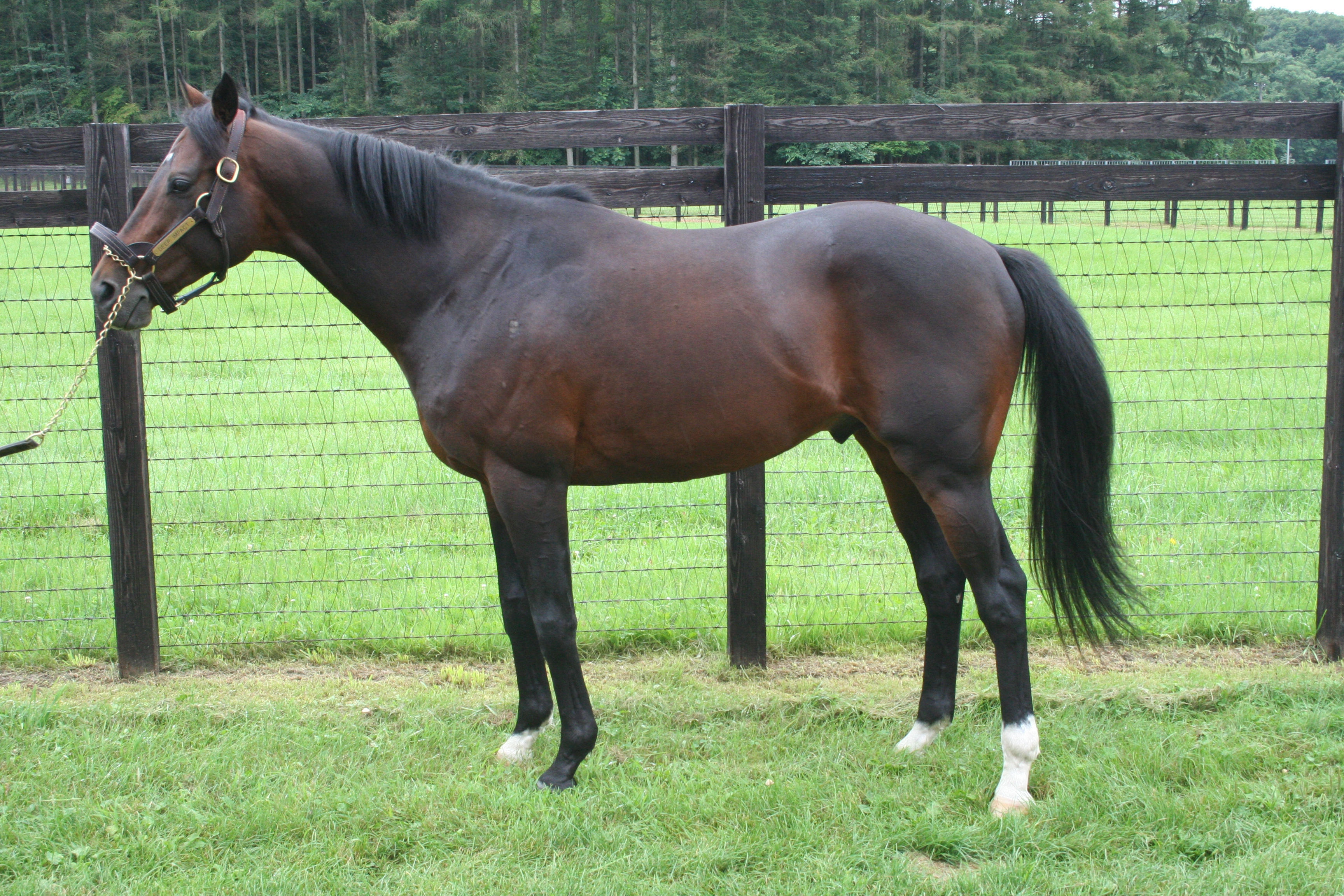
Deep Impact
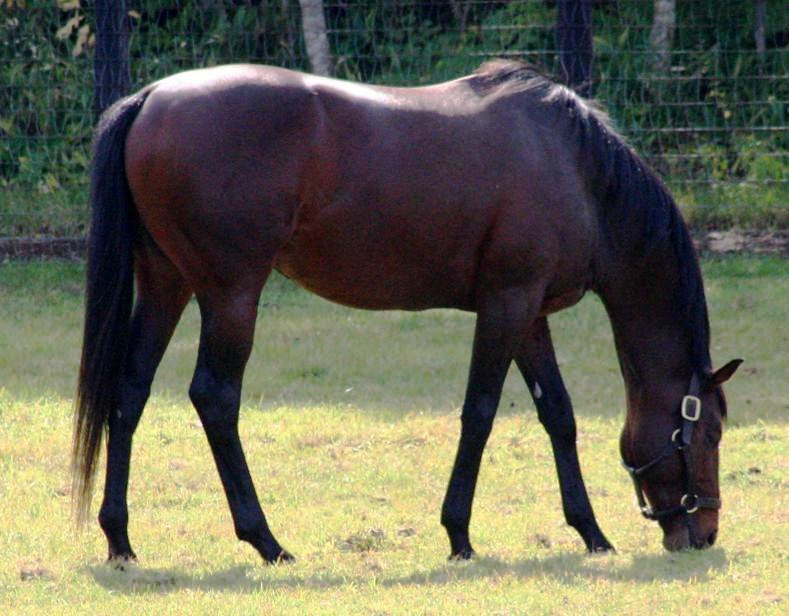
King Kamehameha
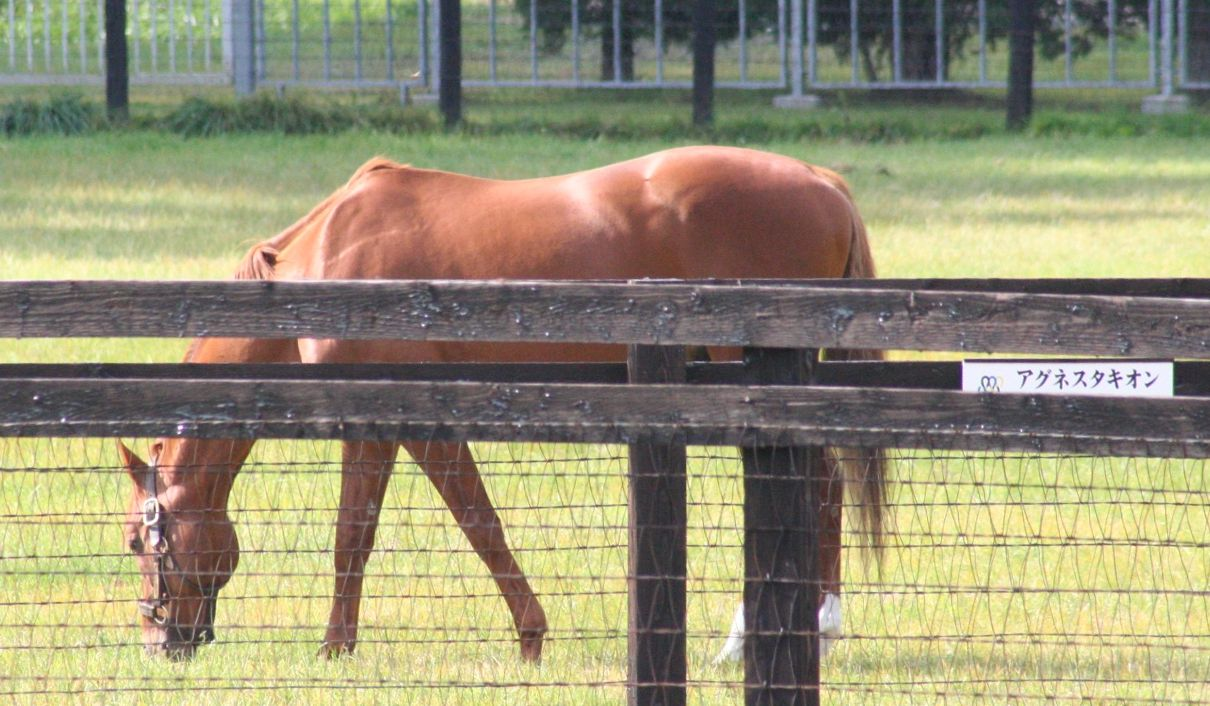
Agnes Tachyon